# Monkhaen Kaenkoon
Monkhaen Kaenkoon (em tailandês:  มนต์แคน แก่นคูน) (Nascida em Yasothon, Tailândia, 20 de julho de 1973)  é um cantor. Ele alcançou fama internacional em 1991 - atualmente com seu albums "Kham Wa Hak Kham Mun Hiea Tim Sai", "Rim Fang Nong Harn".

## Discografia

### Álbums
- 2005 - Yang Koay Thee Soai Derm[5]
- 2006 - Yam Tor Khor Toe Haa
- 2008 - Sang Fan Duai Kan Bor
- 2009 - Roang Bgan Pit Kid Hot Nong
- 2010 - Fan Eek Krang Tong Pueng Ther
- 2012 - Trong Nan Kue Na Thee Trong Nee Kue Hua Jai
- 2016 - Hai Khao Rak Ther Muean Ther Rak Khaw
- 2018 - Ai Hak Khaw Toan Jao Bor Hak
- 2019 - San Ya Nam Ta Mae